# Rafael Solís Cerda
Rafael Solís Cerda (Managua, 25 de julio de 1953) es un abogado, político y exmagistrado de la Corte Suprema de Justicia (CSJ) de Nicaragua. Se desempeñó en la Corte Suprema durante 19 años antes de renunciar en enero de 2019. Antes de unirse a la Corte Suprema, Solís fue diputado de la Asamblea Nacional de Nicaragua y líder militar.

## Vida estudiantil
Solís nació y creció en una familia católica adinerada y asistió al Colegio Centro América en Managua, Nicaragua. Estudió derecho en la Universidad Centroamericana (UCA) de Managua, donde se convirtió en líder estudiantil.

## Carrera
En la década de 1970, Solís se unió a la guerrilla del Frente Sandinista de Liberación Nacional (FSLN), combatiendo en Managua.  Durante la Revolución Sandinista, trabajó en estrecha colaboración con el líder sandinista Daniel Ortega y se convirtió en un aliado de Ortega durante mucho tiempo. Solís fue el padrino de la boda de Ortega y Rosario Murillo, en 2005.
Después de la revolución de 1979, Solís ingresó en el Ejército Popular Sandinista (EPS) y fue su representante en el Consejo de Estado. Poco después la Junta de Gobierno de Reconstrucción Nacional lo nombró Embajador de Nicaragua en Estados Unidos.
A su regreso a Nicaragua, Solís fue elegido diputado del FSLN y fue Primer Secretario de la Asamblea Nacional de 1985 a 1990, período en el que la actual Constitución de Nicaragua fue aprobada por la Asamblea. En 1990, cuando Violeta Chamorro fue elegida presidenta, derrotando al FSLN, Solís fue reelegido diputado en la Asamblea Nacional.
Solís fue magistrado de la Corte Suprema de Justicia (CSJ) de Nicaragua durante 19 años. Se desempeñó como Vicepresidente de la Corte y como miembro de las salas de Apelación Constitucional y Apelación Penal. Fue una figura clave en la decisión de la CSJ de 2009 de eliminar los límites del mandato presidencial, lo que efectivamente permitió que Ortega continuara postulándose para la reelección, una decisión que Solís dijo más tarde que lamentaba.
Solís renunció a la Corte Suprema el 8 de enero de 2019, emitiendo una carta pública en protesta por lo que calificó como "un estado de terror" impuesto por Ortega desde que estallaron las protestas en el país en abril de 2018, con lo que se produjeron cientos de muertes. Solís cuestionó la afirmación de Ortega de que la violencia en el país fue el resultado de un intento de golpe de Estado respaldado por extranjeros, y predijo que a menos que se desarmaran los grupos paramilitares pro Ortega, los grupos de oposición también se armarían, lo que eventualmente conduciría a una guerra civil, particularmente porque la situación económica del país se deterioró.